# Air Lituanica

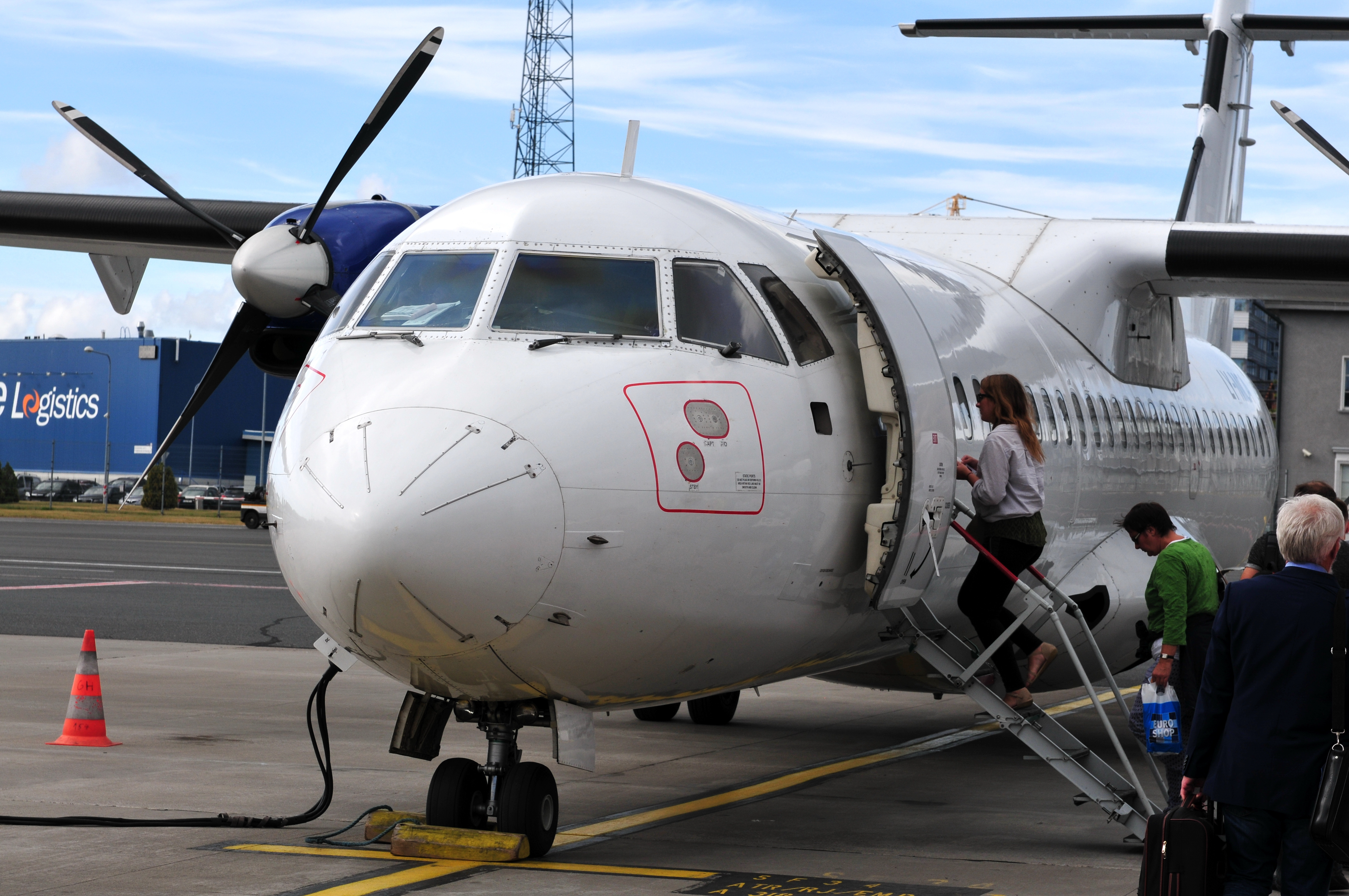
ATR 42

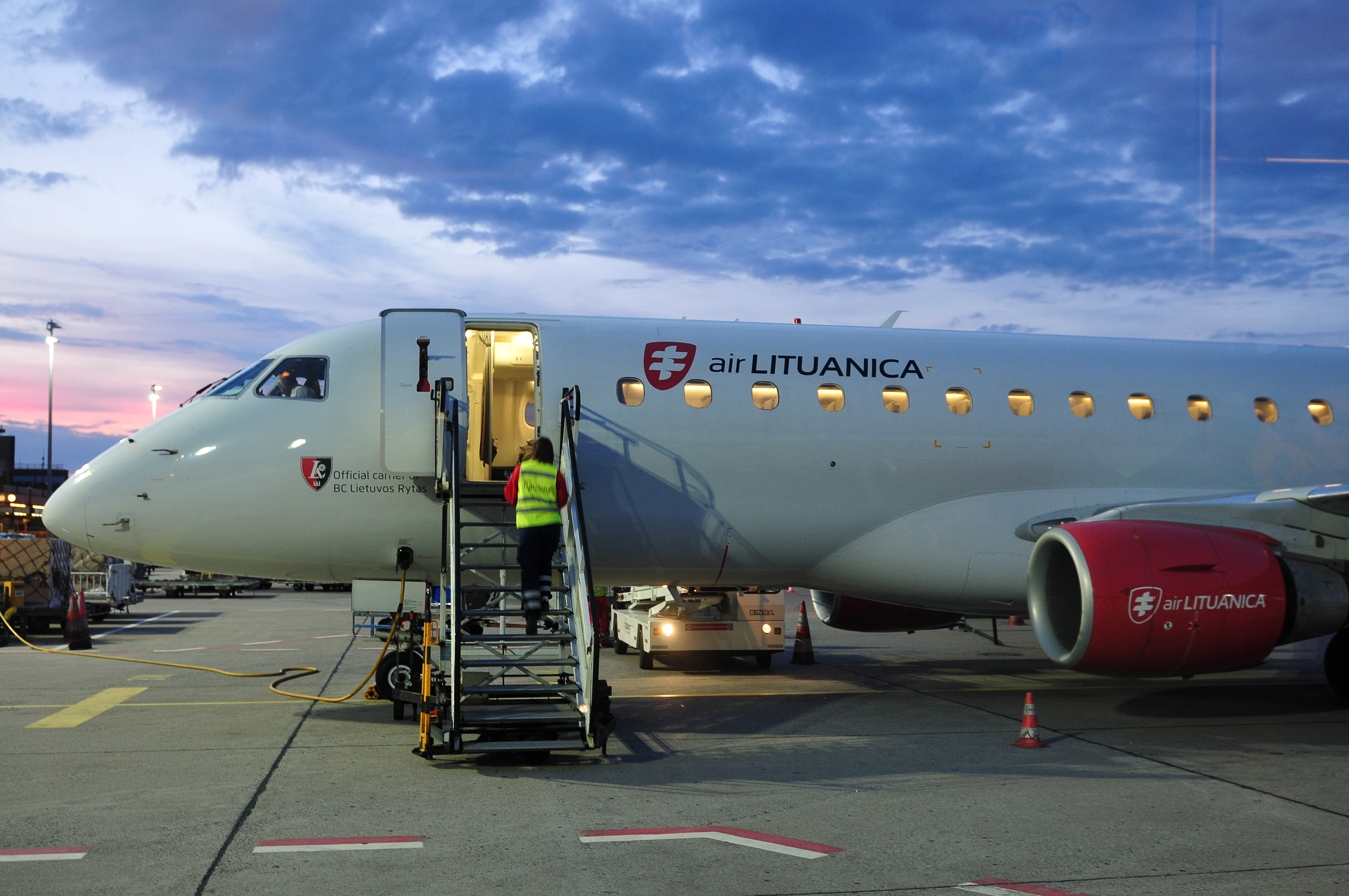
Embraer 175

Air Lituanica era una aerolínea con sede en Vilna, Lituania. Su base principal era el Aeropuerto Internacional de Vilna.

## Historia
Air Lituanica fue registrada a finales de 5 de 2012. El único propietario, Air Vilnius Group, hizo una inversión inicial de LTL0,5 millones. Air Vilnius Group era a su vez propiedad de Šiaurės miestelis, que había sido registrada el 21 de mayo de 2012 como una filial del ayuntamiento de Vilna. Los planes eran recolectar 43,5 millones de litas (14 millones de euros) de una serie de inversores para la creación de la nueva aerolínea.
En 5 de 2013, se anunció a Bruselas como el primer destino de la compañía, iniciando servicios a partir de la 30 de junio de 2013; por ese tiempo, todavía no había sido concedido el certificado de operador aéreo (AOC), pero la aerolínea ya tenía 27 empleados. Air Lituanica fue establecida en 5 de 2013. La activación de la empresa fue en parte acelerada por el hecho de que Lituania tomaría posición en la Presidencia del Consejo de la Unión Europea desde el 1 de julio de 2013. La aerolínea fue nombrada en honor a Lituanica, una aeronave comandada por Steponas Darius y Stasys Girenas, dos pilotos lituanos que volaron en un vuelo transatlántico en 1933. La venta de boletos se inició a principios de junio de 2013 utilizando los canales de reserva de Estonian Air.
Air Lituanica recibió su certificado de operador aéreo el 26 de junio de 2013; inició operaciones cuatro días después, el 30 de junio, sirviendo la ruta Vilna-Bruselas con un Embraer E-170 arrendado. Después de su vuelo inaugural, Air Lituanica se convirtió en la primera aerolínea lituana programada desde FlyLAL y Star1 Airlines que cesaron operaciones en 2009 y 2010, respectivamente. A raíz de las denuncias de pagos atrasados de las dos partes, la relación contractual entre Air Lituanica y Estonian Air fue dada por terminada unilateralmente por la compañía aérea nacional de Estonia a finales de noviembre de 2013.

## Destinos
La aerolínea empezó a volar su primera ruta, Vilna–Bruselas–Vilna, el 30 de junio de 2013, y la segunda, Vilna–Ámsterdam–Vilna, el 8 de julio; con estas dos rutas, la aerolínea contribuye con el 2% de la capacidad internacional en el país; a partir de julio de 2013, la compañía ocupa el noveno puesto en términos de asientos disponibles desde y hacia Lituania. Berlín-Tegel, Praga y Múnich fueron añadidos a la red de rutas el 5 de agosto, 20 de septiembre y el 21 de septiembre de 2013, respectivamente.
En abril de 2014, se informó el inicio de vuelos a Gotemburgo y Malmö, servidos de forma estacional entre junio y agosto de 2014, y la reanudación de los vuelos a Ámsterdam. Este último destino había sido descontinuado el 27 de noviembre de 2013. Air Lituanica vuela a los siguientes destinos, a partir de agosto de 2014:

## Flota Histórica

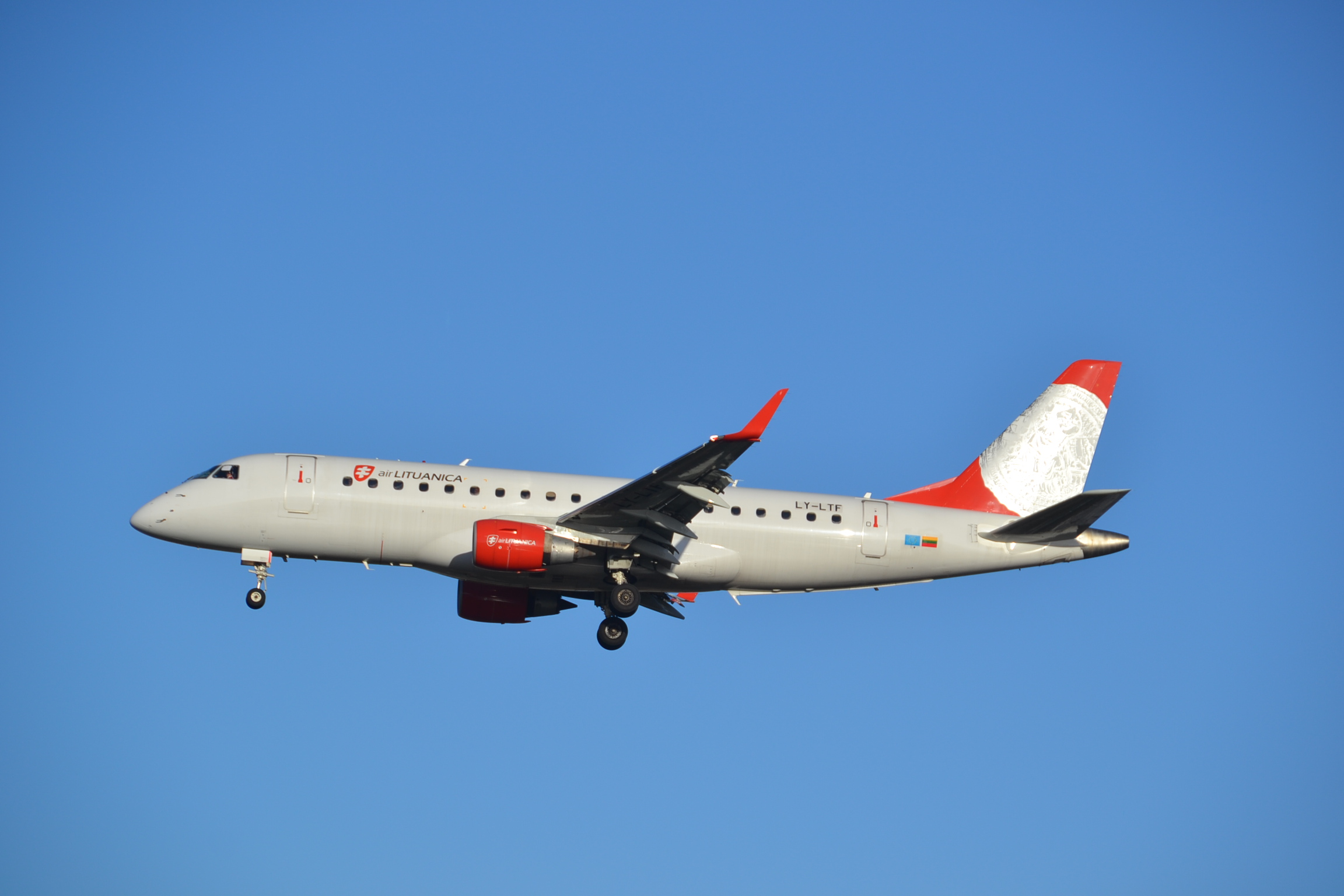
Embraer 175 de Air Lituanica

A principios de junio de 2013, fue firmado un contrato de arrendamiento de un Embraer E-170 hasta el año 2015 con Estonian Air. Un Embraer E-175 de 86 plazas arrendado a ECC Leasing Company, una filial de Embraer, entraría en la flota en julio de 2013; el avión fue entregado por el fabricante, dos meses después de lo planeado.
La flota de Air Lituanica constaba de las siguientes aeronaves: